# یک قدم تا خدا
یک قدم تا خدا فیلمی به کارگردانی  و نویسندگی علی عطشانی محصول سال ۱۳۸۵ است.